# Gobliiins
Gobliiins is een serie van vier grafische avonturenspellen initieel ontwikkeld door Coktel Vision voor Amiga, Atari ST, MS-DOS en Apple Macintosh. Later kwam het spel met behulp van emulators ook uit voor Windows. De eerste drie delen kwamen uit tijdens de eerste helft van de jaren 1990. Het vierde deel werd in 2009 uitgebracht. In september 2011 werd het spel heruitgebracht voor iOS door Bulkypix. De spellen zijn een mix van het avonturen- en puzzelgenre.

## Spellen

### Gobliiins

#### Verhaal
Iemand heeft ergens een voodoopop met daarop de naam van de goblinkoning. Op de rug van de pop zit een naald. Daardoor heeft de goblinkoning constant pijnscheuten in zijn rug. De enige persoon die hem kan helpen, is een mysterieuze tovenaar. Drie goblins - Asgard, Ignatius en Oups - worden op een queeste gestuurd om deze tovenaar te vinden. Asgard is een krijger. Hij is sterk maar niet echt slim. Asgard is ook de enige die kan klimmen (zowel op objecten, trappen en ladders). Ignatius is een magiër. Zijn krachten kunnen vreemde effecten teweegbrengen op objecten: verplaatsen, groeien, levend maken, verkleinen, ... Oups is een technicus en de enige die zaken in zijn inventaris kan nemen. In de Amerikaanse release noemen de elven respectievelijk BoBo, Hooter en Dwayne.

#### Gameplay
Het spel bestaat uit 22 levels. Elk level bestaat uit meerdere schermen, maar eens een scherm gepasseerd, kan met niet terug. Bovenaan staat een energiebalk die geldig is voor de drie goblins. Bij verkeerde acties zal energie verloren gaan. Het spel is afgelopen wanneer de balk leeg is.

### Gobliins 2: The Prince Buffoon

#### Verhaal
De goblinprins Buffoon werd ontvoerd door de slechte Amoniuak. De goedgemanierde, intelligente, maar verlegen goblin Fungus wordt op pad gestuurd. Hij krijgt hulp van de moedige, maar domme Winkle.

#### Gameplay
Beide goblins kunnen voorwerpen in hun inventaris opnemen en gebruiken. Echter zal Winkle een object anders gebruiken dan Fingus. Ook in dit spel bestaat een level uit meerdere schermen, maar nu kan de gebruiker wel terug naar een vorig. Ook kunnen de twee goblins nu gelijktijdig acties uitvoeren. Ten slotte is de energiebalk verdwenen en kunnen de goblins ook niet sterven.

### Goblins Quest 3

#### Verhaal
De speler bestuurt nu de Goblin Blount. In elk level krijgt hij assistentie van een ander personage zoals Chump de papegaai, Ooya de magiër of Fulbert de slang. Blount wordt tijdens de eerste levels gebeten door een wolf. Nadat hij kan ontsnappen uit het hiernamaals heeft hij de gave om zich om te vormen tot een sterke weerwolf. Op het einde van het spel wordt duidelijk dat Blount in werkelijkheid prins Buffoon is.

### Gobliiins 4

#### Verhaal
Het huisdier van goblinkoning Balderon VIII is spoorloos. Wellicht werd het dier ontvoerd door Galantz. Hierdoor is de koning in een diepe depressie beland. Drie goblins - Choup, Stucco en Perlius - worden op pad gestuurd om het dier te vinden en belanden zelfs tot in ver de ruimte.

#### Gameplay
Gobliiins 4 kwam uit in maart 2009. Het concept is hetzelfde als in de vorige spellen. De speler bestuurt 3 goblins. In dit spel wordt gebruikgemaakt van 3D-figuren in een 2D-wereld.